# Víctor Gutiérrez Santiago
Víctor Gutiérrez Santiago (Madrid, 6 marzo 1991) è un pallanuotista, attivista per i diritti LGBT spagnolo.

## Biografia
È laureato in comunicazione presso l'Universidad Rey Juan Carlos.

### Carriera sportiva
Gioca nel ruolo di centroboa.
Ha iniziato a giocare a pallanuoto all'età di otto anni per il Club de Natación La Latina. A sedici anni è entrato nel Centro de Alto Rendimiento (CAR) sportivo di Madrid.
Ha ottenuto il suo primo ingaggio da professionista nel Real Canoe, squadra della quale è divenuto capitano e con cui è stato vicecampione nella Coppa del Re e nella Supercopa de España nel 2013. Nel 2019 è passato al Club Natació Terrassa.
Ha raccolto oltre 30 presenze con la nazionale della Spagna.

### Attivismo LGBTI
Nel 2016 ha fatto coming out come omosessuale in un'intervista per la rivista Shangay Express. È divenuto il primo atleta di sport di squadra d'élite a parlare apertamente del proprio orientamento sessuale e diventare visibile. È stato guidato dalla responsabilità di dare l'esempio e diventare un punto di riferimento in un periodo in cui a Madrid v'erano stati diversi attacchi omofobici.
Il suo impegno come attivista LGTBI nel mondo dello sport gli ha permesso di ricevere diversi premi, come il premio per la diversità nello sport II Alan Touring Awards o il premio per la visibilità nello sport, assegnato da Madrid Diversa.
Nel giugno 2019, per contrastare l'omofobia nello sport, si è fatto ritrarre in una fotografia in cui bacia il nuotatore spagnolo Carlos Peralta Gallego, detentore del record nazionale dei 200 metri farfalla.